# Monobas I
Monobas I (ou Monobaz, Monobazo, Monobazus, Bazeu) foi um rei de Adiabena, reinando nos anos iniciais do século I d.C.
Monobas se apaixonou por sua irmã Helena de Adiabena, casou-se com ela, e a engravidou. Quando os dois estavam deitados, Monobas colocou a mão sobre o ventre da esposa, e dormiu; ele ouviu uma voz, dizendo para ele tirar a mão da barriga da esposa, e não machucar a criança, que nasceria bem com a ajuda de Deus, e teria um final feliz. Ele ficou perturbado, contou a história à esposa, e, quando o filho nasceu, o chamou de Izates.
Ele tinha outro filho, mais velho, com Helena, chamado de Monobas, e vários outros filhos com outras esposas, mas seu filho mais amado era Izates; os irmãos, então, passaram a sentir inveja de Izates, e Monobas enviou seu filho para Abennerig, rei de Charax-Spasini, para que ele ficasse a salvo. Abennerig o recebeu muito bem, casou-o com sua filha Samacho, e deu-lhe propriedades.
Quando Monobas ficou velho, sentindo que a morte estava próxima, chamou de volta o filho, e entregou-lhe o governo da província chamada Carra, que produzia sal amoníaco e onde, segundo a lenda, havia pousado a Arca de Noé depois do dilúvio. Após a morte de Monobas, Helena, a rainha, convocou os nobres, e disse que a vontade do rei era que Izabas fosse seu sucessor, mas que ela preferia que ele fosse escolhido por vários; os nobres, então, aceitaram a sucessão, porém propuseram que os demais irmãos de Izates fossem mortos. Helena conseguiu adiar o massacre até a chegada de Izates, enquanto isso, Monobas II, o filho mais velho, reinou, e quando Izates chegou, entregou o governo ao irmão.
Izates, que havia conhecido a religião judaica quando estava em Cárax Espasinu, ficou infeliz de ver seus irmãos presos, e os libertou, enviando-os com seus filhos como reféns, alguns para o imperador romano Cláudio, e outros para o rei dos reis parta Artabano II.